# Wolf Gabbe
Wolfgang „Wolf“ Gabbe (* 28. April 1924 in Berlin) ist ein deutscher Musiker (Schlagzeug, Gesang) und Orchesterleiter der Jazz- und Unterhaltungsmusik, der auch unter dem Pseudonym Kid Orbis bekannt war.
Gabbe arbeitete zunächst in einer Autowerkstatt und absolvierte nebenbei in einem Abendkurs die Ausbildung als Schlagzeuger. Er spielte nach 1945 Tanzmusik und Swing. Ab 1948 nahm er bis Ende der 1950er Jahre mit eigenen Orchestern bzw. als Kid Orbis and his Swingtett für die Label Amiga, Delta Ton, Imperial (u. a. „Wir tanzen wieder Polka!“, „Geisterreiter“, Wochenend und Sonnenschein) und Pathé auf. Als Sänger war er auch in Rudolf Schündlers Film Der treue Husar (1954) zu erleben. Mit seiner Radio-Star-Band trat er auch in den 1960er Jahren noch in Berlin auf.
Darüber hinaus ist Wolf Gabbe als Gesangsinterpret ab Ende der 50er Jahre auf zahlreichen Tefi-Schallbändern vertreten. Zu seinem Repertoire zählen hier Coverversionen bekannter Rock- und Swinghits wie etwa "Juke Box Baby", "Ich zähle täglich meine Sorgen" oder Sinatras "Witchcraft".